# Titularbistum Tripolis in Phoenicia
Tripolis in Phoenicia (ital.: Tripoli di Fenicia) (lat. Tripolitanus in Phoenicia, tripolitanus) ist ein Titularbistum der römisch-katholischen Kirche, das auf einen ehemaligen Bischofssitz im heutigen Tripoli im Libanon zurückgeht.
| Titularbischöfe von Tripolis in Phoenicia             | |                                                             |                     |
| Name                                                  | Amt | von                                                         | bis                 |
| Bontatus                                              | OCist, Mönch aus dem Zisterzienserkloster Kloster Klaarkamp (Bistum Utrecht) | 3. Juli 1345                                                |                     |
| Jacobus                                               | |                                                             | † 1400              |
| Joannes Yzewini                                       | Administrator der Kirche in Cambrai | 9. Juni 1400                                                | † 1409              |
| Joannes                                               | OSB, war vorher Bischof von Triest | 9. August 1409                                              | † 1410              |
| Jordanus                                              | OSB, Mönch in Peterwardein | 13. August 1410                                             |                     |
| Petrus                                                | |                                                             | † 1413              |
| Simon Brampton                                        | OFM | 28. Januar 1414                                             |                     |
| Joannes Nicolai                                       | Kanoniker in Eger | 20. Mai 1422                                                |                     |
| Georgius                                              | |                                                             | † 1431              |
| Hermannus de Cassel (oder de Hassia)                  | Kanoniker in Straßburg | 24. September 1431                                          | † 1435              |
| Nicolaus de Rheno de Onidia/Nikolaus von Rhein        | OSM | 14. November 1435                                           | † 1439              |
| Nicolaus                                              | Mönch aus einem Kloster in Eger (Ungarn), 1441 Weihbischof im Bistum Utrecht | 23. Dezember 1439                                           |                     |
| Raimundus Juliani                                     | OP | 22. Juni 1422                                               |                     |
| Elias                                                 | Abt im Zisterzienser-Kloster Trois-Fontaines (Frankreich) | 5. Juli 1448                                                |                     |
| Matthaeus                                             | Weihbischof im Bistum Verona | 1450                                                        |                     |
| Benedictus de Adovaria (Duaria)                       | OSM | 21. Mai 1451                                                | 1455                |
| Nicolaus Fryes de Brisiaco/Nicolaus Frier             | OSA | 21. Juni 1456 (Ernennung)/4. Januar 1457 (Ordination)       | † 17. Juli 1498     |
| Jean de Corredo                                       | | 14. Juli 1458                                               |                     |
| Joannes Theodori                                      | OFM | 9. Oktober 1478                                             |                     |
| Bartholomaeus de Gisulfis/Bartolomeo de Gisulfi       | OFM, Weihbischof im Erzbistum Mailand | 10. Dezember 1479                                           |                     |
| Bernardus/Bernardo                                    | Weihbischof im Erzbistum Genua | 12. September 1483                                          |                     |
| Ludovicus de Justinis/Luigi de Justinis               | Kommendatar im Kloster S. Elena der Kamaldulenser im Bistum Camerino | 12. Dezember 1491                                           |                     |
| Tilmannus Limberger                                   | OSA, Magister Theologicus, Weihbischof im Bistum Basel | 3. Dezember 1498 (Ernennung)/31. Dezember 1498 (Ordination) |                     |
| Petrus de Lizola/Pedro de Lizola                      | Kleriker aus Pamplona, Weihbischof im Bistum Couserans | 13. Mai 1500                                                |                     |
| Joannes Baptist de Misnis/Giovanni Battista de Misnis | Weihbischof im Bistum Forli | 8. November 1504                                            |                     |
| Pedro de Gamboa                                       | Weihbischof im Erzbistum Saragossa | 1507                                                        |                     |
| Petrus de Soto                                        | Weihbischof im Erzbistum Santiago de Compostela (Spanien) | 13. Mai 1519                                                | † 1533              |
| Aegidius Falconi/Pedro Gil Falcón                     | Weihbischof im Erzbistum Santiago de Compostela | 18. Juli 1533 (Ernennung)/Januar 1534 (Ordination)          |                     |
| Sebastianus de Valleoletti                            | Abt des Zisterzienser-Klosters Oseira (Galicien, Spanien) | 6. September 1536                                           |                     |
| Andreas de Fontsalida/Andrés de Fuentsalida           | Abt des Klosters Beatae Mariae de la Vega (Prov. Palencia, Spanien), Weihbischof im Erzbistum Messina (Italien)                                                                                | 29. Oktober 1539 (Ernennung)/27. Dezember 1540 (Ordination) |                     |
| Nicolaus Vernecey                                     | Mönch aus dem Kloster Luzern, Weihbischof im Bistum Transsylvanien (Rumänien) | 22. April 1547                                              |                     |
| Thomas Friderlini                                     | Weihbischof im Bistum Basel | 10. Oktober 1547 (Ernennung)/16. Oktober 1547 (Ordination)  | † 1550              |
| Johannes Alberti                                      | OP, Weihbischof im Bistum Halberstadt (Deutschland) | 27. Juni 1550                                               |                     |
| Joannes Delphius                                      | Kanoniker der Florinskirche in Koblenz, Weihbischof im Erzbistum Straßburg | 30. Oktober 1556                                            |                     |
| Georgius von Hohenwart                                | Weihbischof im Bistum Basel | 21. August 1562                                             |                     |
| Amator Arraes/Amador Arrais de Mendoza                | OCarm, 1568 Weihbischof im Erzbistum Évora (Portugal), 1581 zum Bischof von Portalegre ernannt                                                                                                 | 23. Juli 1568 (Ernennung)/8. November 1568 (Ordination)     | 30. Oktober 1581    |
| Albertus Pomerius/Alberto Pomerio                     | OFM, Weihbischof im Bistum Huesca | 26. Januar 1582                                             |                     |
| Adam Petz (oder Betz)                                 | Weihbischof im Erzbistum Straßburg | 18. Juli 1605 (Ernennung)/5. Februar 1606 (Ordination)      |                     |
| Petrus de Donnauld/Pierre de Donnauld                 | Koadjutor im Bistum Mirepoix (Frankreich) | 8. November 1610 (Ernennung)/21. November 1610 (Ordination) | † 14. Juli 1621     |
| Paulus Aldringen                                      | Weihbischof im Erzbistum Straßburg (Frankreich) | 28. April 1627 (Ernennung)/1. Mai 1627 (Ordination)         | † 28. März 1644     |
| Gabriel Haug                                          | Weihbischof im Erzbistum Straßburg | 9. April 1646 (Ernennung)/30. September 1646 (Ordination)   | † 10. Januar 1691   |
| Laurentius de Chery/Laurent de Chery                  | Co-Adjutor im Bistum Nevers | 13. Januar 1659 (Ernennung)/27. April 1659 (Ordination)     | † 31. Januar 1661   |
| Johannes Philipp Burkard                              | Weihbischof in Speyer (Deutschland) | 30. April 1685 (Ernennung)/1. Juli 1685 (Ordination)        | † 27. Oktober 1698  |
| Theodor Wolff von Lüdinghausen                        | SJ, Koadjutorbischof im Bistum Livonien (Polen-Litauen), 1710 zum Bischof von Livonien ernannt, 1710 zum Bischof von Chełm ernannt                                                             | 14. März 1701                                               | 21. Juli 1710       |
| Józef Leon Łopaciński                                 | Weihbischof in Samogitien (Polen-Litauen) | 15. April 1776 (Ernennung)/30. Juni 1776 (Ordination)       | † 23. April 1803    |
| Ferdinando Siciliani                                  | Weihbischof im Bistum Molfetta (Italien) | 23. Juni 1828 (Ernennung)/25. Juli 1828 (Ordination)        | † 3. Juli 1848      |
| Giusto Recanati                                       | Apostolischer Administrator im Bistum Senigallia, 1853 zum Kardinalpriester ernannt | 3. Juli 1848 (Ernennung)/9. Juli 1848 (Ordination)          | 10. März 1853       |
| Léon-François Sibour                                  | Weihbischof in Paris (Frankreich) | 27. Dezember 1854 (Ernennung)/14. Januar 1855 (Ordination)  | † 18. November 1864 |
| John Joseph Williams                                  | Koadjutorbischof in Boston (USA), 1866 zum Bischof von Boston ernannt | 9. Januar 1866                                              | 13. Februar 1866    |
| Filippo Manetti                                       | Apostolischer Administrator des Gebiets der Territorialabtei San Benedetto de Subiaco, 1875 zum Titularerzbischof von Sardes und zum Abt der Territorialabtei San Benedetto de Subiaco ernannt | 22. Februar 1867 (Ernennung)/10. März 1867 (Ordination)     | 17. September 1875  |
| Alessandro Grossi                                     | Koadjutor des Bistums Comacchio (Italien), 1879 Weihbistof im Bistum Tivoli (Italien), 1889 zum Titularerzbischof von Nicopolis in Epiro ernannt                                               | 3. April 1876 (Ernennung)/1. Mai 1876 (Ordination)          | 14. Dezember 1889   |
| Jean-Baptiste Grosgeorge                              | MEP, Apostolischer Vikar von Phnom-Penh (Kambodscha) | 28. Januar 1896                                             | 1. März 1902        |